# Davide La Rosa
Davide La Rosa (Como, 23 giugno 1980) è un fumettista, scrittore e sceneggiatore italiano.

## Biografia
Dopo il diploma di scuola superiore ed una brevissima parentesi alla facoltà di Astronomia, si iscrive alla scuola di fumetto Bolognese La Nuova Eloisa che gli permette nel 2001 di apparire brevemente in un programma dell'emittente "Espansione TV" e di esordire, nel 2002, con un racconto ed un fumetto ne "I Brancolanti", pubblicazione delle migliori opere di fine corso.
Parallelamente agli studi inizia a collaborare con Emiliano Mattioli; questa collaborazione porta alla realizzazione del progetto Fumetti Disegnati Male, rivista autoprodotta che raccoglie fumetti di vario genere disegnati, per l'appunto, in maniera confusa, rozza e non "graficamente corretta".
Spinto dal discreto successo ottenuto con la rivista di fumetti, nel 2005 decide di raccogliere sulla piattaforma web Splinder i suoi lavori, in un primo momento in maniera del tutto casuale, poi, con l'aumentare delle visite e dei consensi del pubblico internauta, in modo più ordinato e con cadenza regolare. In particolare si fa notare per le strisce su Dio che vengono raccolte da Valter Casini Editore in un libro edito nel 2006.
Il suo blog, Mulholland Dave, diviene quindi la vetrina dei suoi lavori e rampa di lancio per i suoi nuovi personaggi: oltre al già citato Dio, La Rosa inventa e reinventa personaggi iniziando anche a parodiare gli avvenimenti di cronaca e/o di gossip e trasmissioni televisive come Voyager.
Nel 2008 crea per il Centro Fumetto Andrea Pazienza la storia "Cinque anni" mentre nel 2009, sempre grazie a Valter Casini Editore, pubblica un secondo volume del fumetto "Dio".

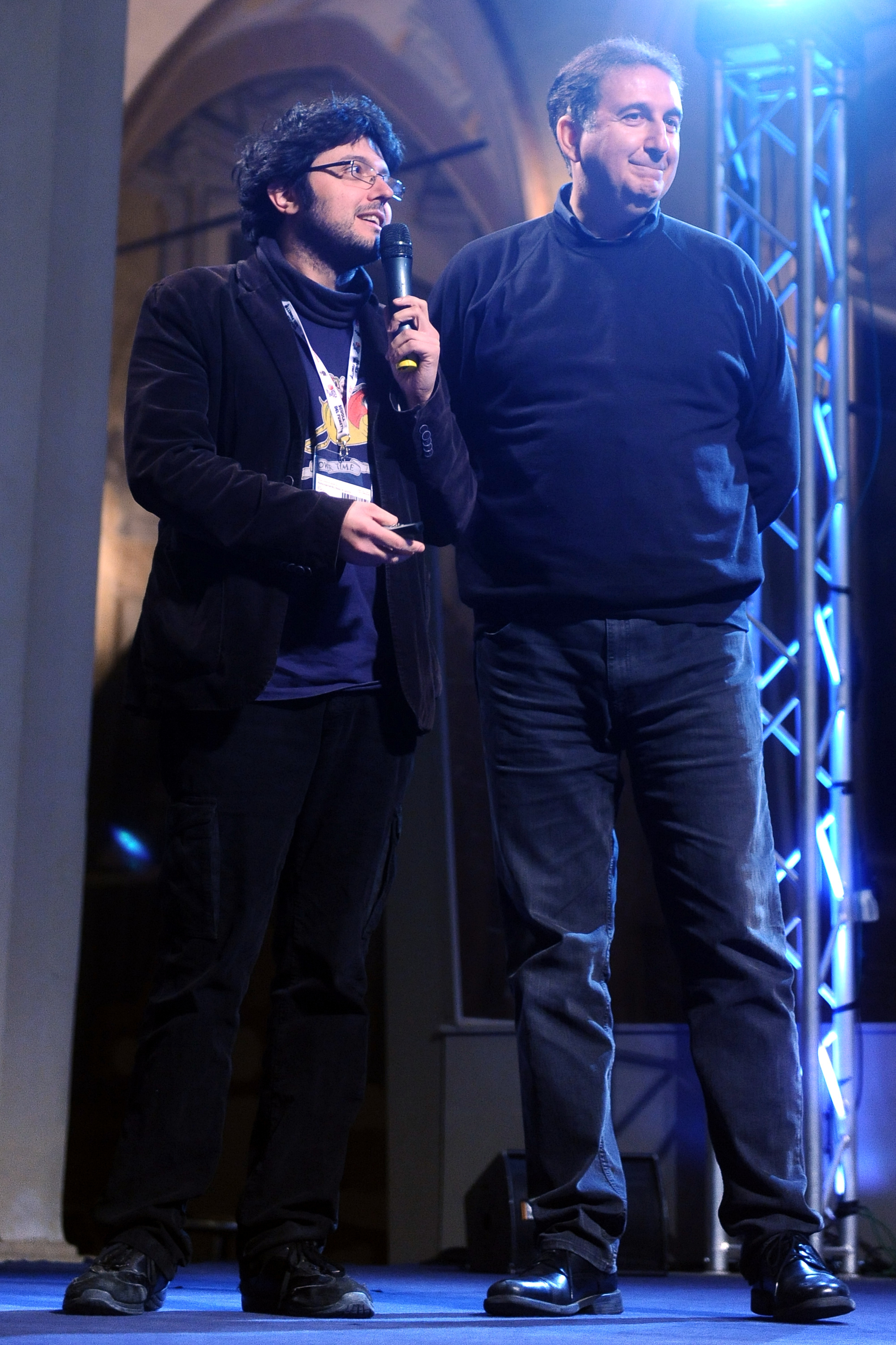
Davide La Rosa con Roberto Giacobbo a Lucca Comics & Games 2014 per la presentazione del romanzo del conduttore La donna faraone

In questi anni partecipa anche a diverse manifestazioni sul fumetto fino ad arrivare al famoso Lucca Comics and Games.
Nel 2010 viene notato per le sue reinterpretazioni comiche del programma Voyager dalla redazione di RAI 2 che lo ospita nello studio del programma dove assieme al conduttore Roberto Giacobbo mostra delle vignette che riassumono umoristicamente il tema della puntata.
Inizia, nel 2011, a sceneggiare un fumetto chiamato Zombie Gay in Vaticano, un lavoro a 4 mani realizzato con Vanessa Cardinali (vincitrice del Lucca Project Contest del 2008) preposta ai disegni; il libro, autoprodotto, viene venduto al "Lucca comics and Games": le 800 copie stampate dagli autori si esauriscono in 3 giornate.
Nell'aprile 2012 la Nicola Pesce Editore pubblica il suo secondo libro "Il nuovo romanzo di Dan Braun" mentre nello stesso periodo torna a collaborare con Vanessa Cardinali per creare una serie a fumetti per la Star Comics, una storia spin-off del loro precedente lavoro, intitolata Suore Ninja.
Nell'aprile 2013, sempre per Nicola Pesce Editore, pubblica La Bibbia 2, coadiuvato sia ai testi che ai disegni da Pierz.
Nel 2014 ancora per Nicola Pesce Editore, pubblica Paco Lanciano e il fagiano crononauta curando sia i testi che i disegni e Detective Smullo "Mi sa che ho ucciso l'Uomo Ragno" disegnato invece da Fabrizio Pluc Di Nicola, con il quale realizzerà nel 2016 anche il Dizionario dei film brutti a fumetti per la Shockdom.
Nel 2015 realizza Prussiani Vs Alieni, fumetto che mischia steampunk, fantascienza e l'ironia tipica dell'autore di Como, i cui disegni sono affidati a Riccardo Pieruccini.
Dal 2016 lavora alla Sergio Bonelli Editore come sceneggiatore per Dylan Dog.

## Opere
- Fumetti disegnati male - assieme a AA.VV. (Tuono Pettinato, Dottor Pira, ecc.), vari numeri, autoproduzione, 2004-2005.
- Donne!... E' arrivato: l'arrotino! - sceneggiatura, disegni di Emiliano Mattioli, autoproduzione, 2005.
- Dio - sceneggiatura e disegni Valter Casini Editore, 2007.
- Dio - sceneggiatura e disegni Valter Casini Editore, 2009.
- Zombie Gay in Vaticano - sceneggiatura, disegni di Vanessa Cardinali, autoproduzione 2011.
- Il nuovo romanzo di Dan Braun - sceneggiatura e disegni, Nicola Pesce Editore, 2012.
- Suore Ninja - miniserie, sceneggiatura, disegni di Vanessa Cardinali, Star Comics, 2013.
- La Bibbia 2 - sceneggiatura e disegni, con sceneggiatura e disegni di Pierz, Nicola Pesce Editore, 2013.
- Paco Lanciano e il fagiano crononauta - sceneggiatura e disegni, Nicola Pesce Editore, 2014.
- Detective Smullo "Mi sa che ho ucciso l'Uomo Ragno" - sceneggiatura, disegni di Fabrizio Pluc Di Nicola, Nicola Pesce Editore, 2014.
- La Notte del Presepe Vivente - sceneggiatura, disegni di Federico Rossi Edrighi, Star Comics, 2014.
- La Sorella dei Mostri. Suore Ninja - sceneggiatura, disegni di Vanessa Cardinali e Mirka Andolfo, Star Comics, 2015.
- Sborropippo - sceneggiatura, disegni e sceneggiature di Luca Speroni ed Emiliano Mattioli, Comma22, 2015.
- L'etrusco che distrusse la bellezza insita nella bellezza - sceneggiatura e disegni, 001 edizioni, 2015.
- Ugo Foscolo, indagatore dell'incubo - sceneggiatura e disegni, Saldapress, 2015.
- Prussiani Vs Alieni - sceneggiatura, disegni di Riccardo Pieruccini, 2015.
- Giuseppe Parini naufrago delle stelle - L'Impero colpisce Ancona - sceneggiatura e disegni, Saldapress, 2015.
- Leopardi & Ranieri, True Veri detective - sceneggiatura e disegni, Saldapress, 2016.
- Dizionario dei film brutti a fumetti, sceneggiatura e disegni di Davide La Rosa e Fabrizio 'Pluc' Di Nicola, Shockdom, 2016.
- Agata e il Birch, sceneggiatura, disegni di Samuel Spano, Editoriale Cosmo, 2017.

## Riconoscimenti
- 2012: Premio COMICUS per Il nuovo romanzo di Dan Braun (migliore graphic novel italiana)[3]